# Stapelia flavopurpurea
Stapelia flavopurpurea là một loài thực vật có hoa trong họ La bố ma. Loài này được Marloth miêu tả khoa học đầu tiên năm 1909. Hoa của loài này khá bất thường khi có hình giống sao biển.

## Hình ảnh

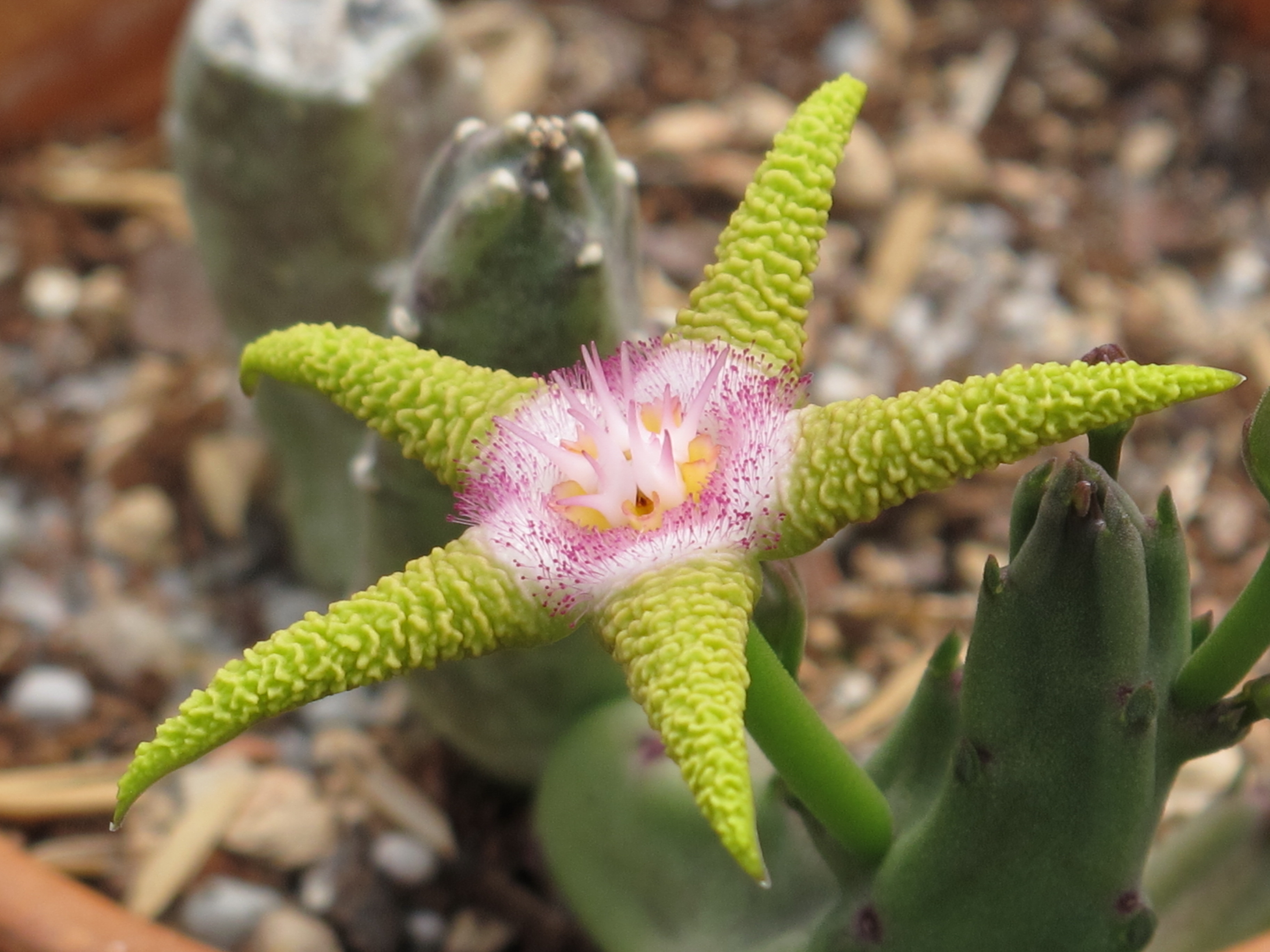
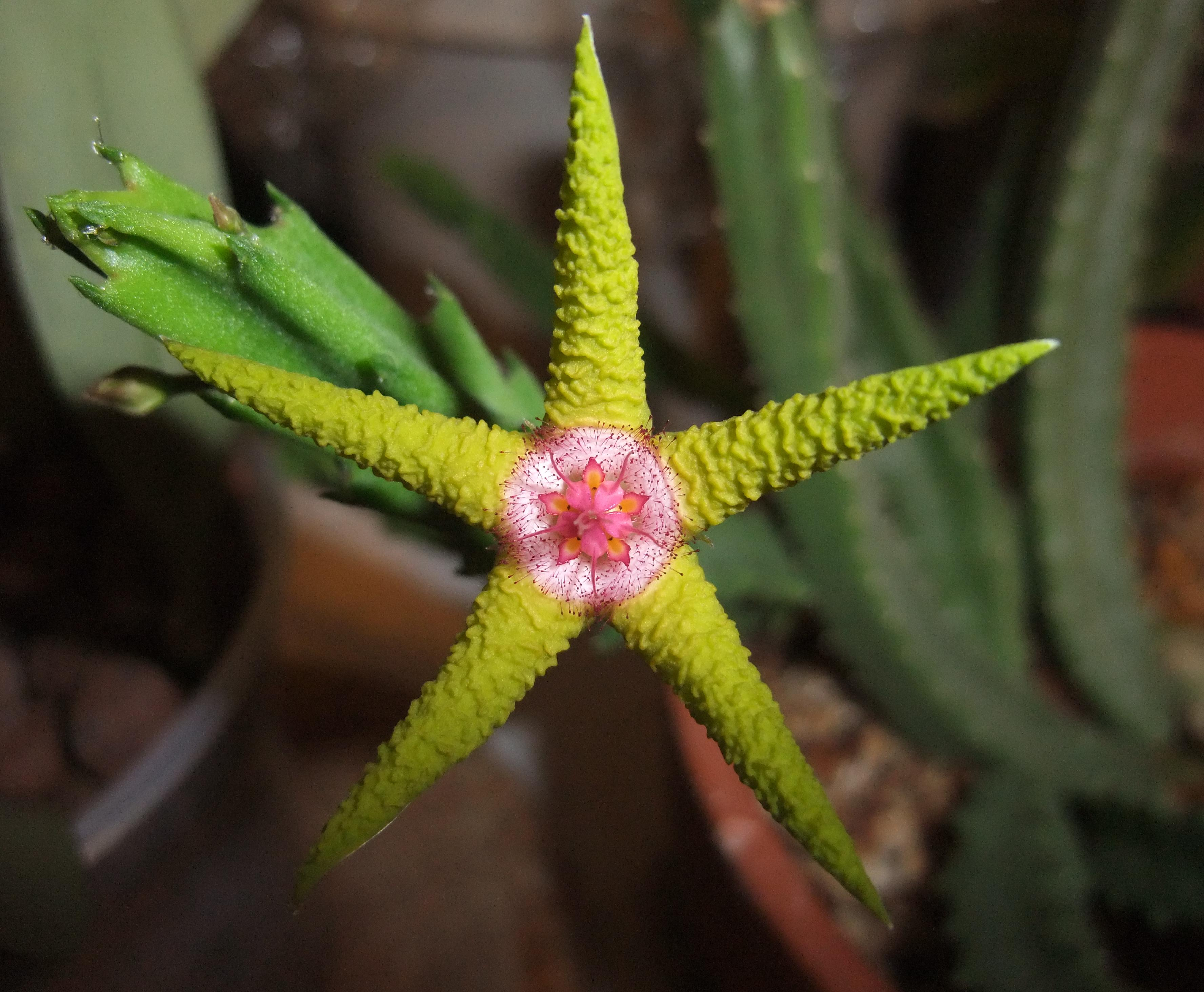
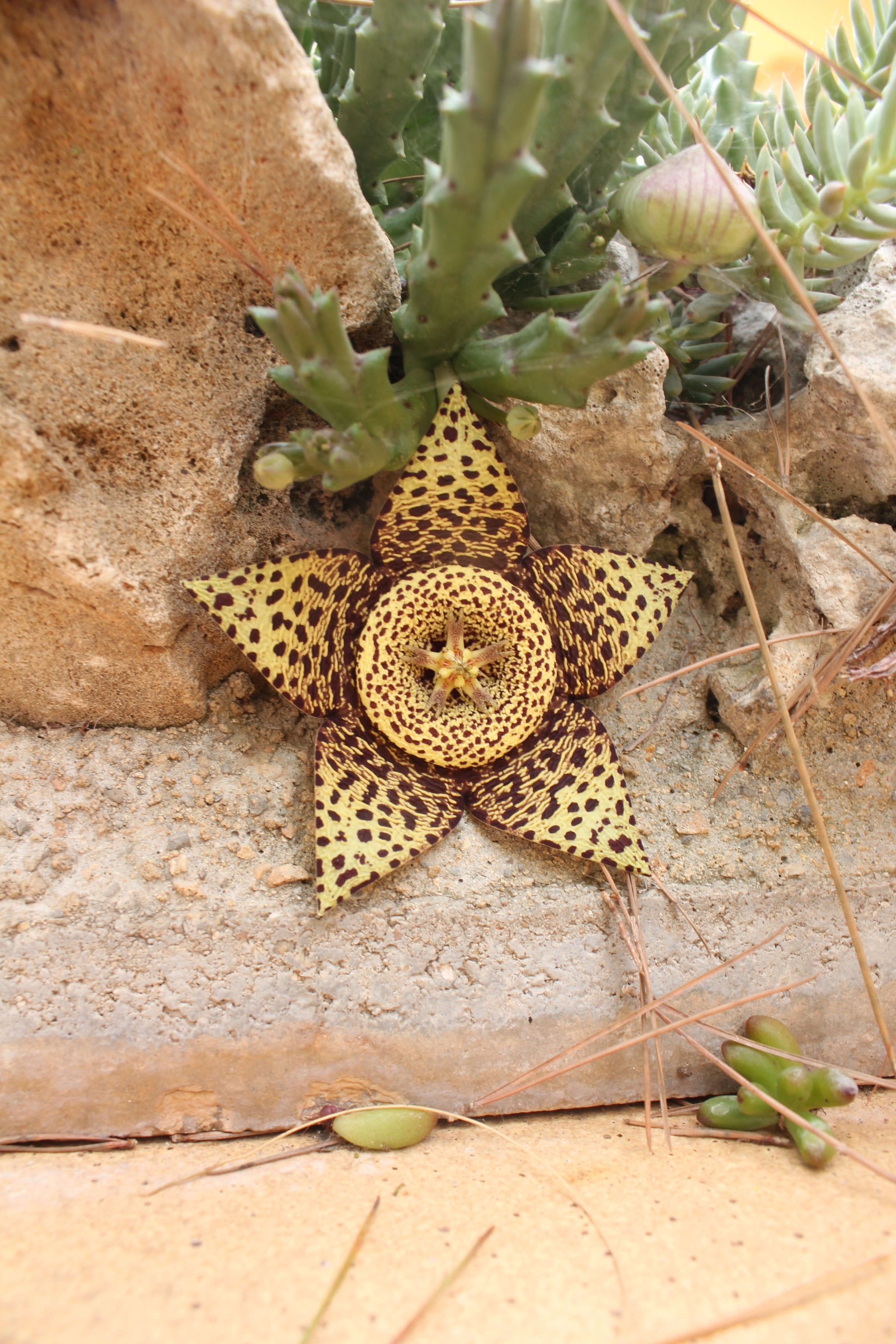